# Hauts-Plateaux (Département)
Hauts-Plateaux ist ein Département der Region Ouest in Kamerun.
Auf einer Fläche von 415 km² leben nach der Volkszählung 2001 117.008 Einwohner. Die Hauptstadt ist Baham.

## Gemeinden
- Baham
- Bamendjou
- Bangou
- Batié